# Grote Synagoge (Drohobytsj)
De Grote Synagoge (Oekraïens: Велика синагога) is een synagoge in Drohobytsj, in de oblast Lviv, Oekraïne.

## Geschiedenis
De synagoge werd tussen 1842 en 1865 gebouwd en gold tot 1918 als de centrale synagoge van Galicië binnen het Oostenrijks-Hongaarse Rijk. Na de Tweede Wereldoorlog behoorde Drohobytsj tot de Sovjet-Unie. In opdracht van diens autoriteiten werd het gebouw omgebouwd tot pakhuis, voornamelijk voor meubels. In latere jaren raakte het echter in verval. Nadat Oekraïne onafhankelijk werd, werd het gebouw teruggegeven aan de Joodse gemeenschap. De renovatie ervan begon in 2014 en werd voltooid in 2018.

## Architectuur

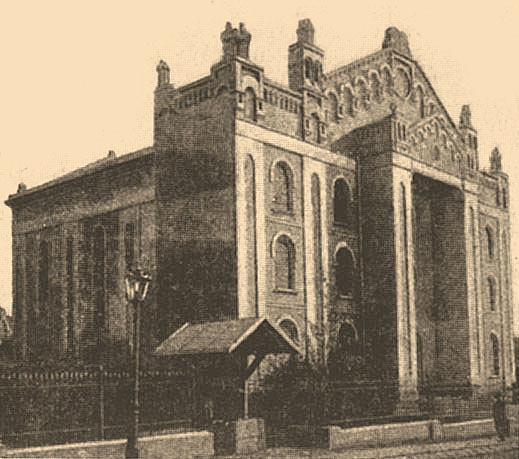
Een afbeelding uit de Brockhaus and Efron Jewish Encyclopedia.

De stijl van de synagoge is een variant van de destijds populaire rundbogenstil (rondboogstijl). De voorzijde van de ingang is rijkelijk versierd met kleine torentjes, bekroond door de Tafelen der wet. Rechts en links staan twee grote rechthoekige torens die de voorzijde een breder aanzien geven.
Op de twee verdiepingen boven de toegangsdeur zijn ramen geplaatst, rechts en links ervan eveneens twee ramen. Aan elk van de zijgevels bevinden zich drie ramen over de gehele hoogte van het gebouw. Aan de achterzijde van het gebouw bevinden zich twee hoge ramen. Het middelste deel is gesloten; hier bevond zich de aron hakodesj.
De twee buitenste traveeën van de gevel zijn trappentorens. Deze leiden naar de twee vrouwenruimten, die zich beide boven de entree bevinden. De grote zaal, de gebedsruimte voor de mannen, is van het type met negen traveeën. Deze structuur is in sommige synagogen uit het begin van de 17e eeuw te vinden. Er staan vier pilaren die het plafond ondersteunen. Tussen deze pilaren stond in het midden de bima.